# Sabugalit
Sabugalit ist ein selten vorkommendes Mineral der Mineralklasse der „Phosphate, Arsenate und Vanadate“ mit der chemischen Zusammensetzung HAl(UO2)4(PO4)4·16H2O und damit chemisch gesehen ein wasserhaltiges Wasserstoff-Aluminium-Uranyl-Phosphat.
Sabugalit kristallisiert im monoklinen Kristallsystem und entwickelt gelbe, dünne, quadratische oder langgestreckte, krumme Kristalle von bis zu einem Millimeter Größe. Häufig findet man das Mineral in Verwachsungen in Form dicker Krusten.

## Etymologie und Geschichte
Sabugalit wurde erstmals im Jahr 1951 von Clifford Frondel beschrieben, der einige vom portugiesischen Mineralogen A. d’O. Bello im Jahre 1932 erworbene Uranminerale untersuchte. Als Typlokalität des neuen Minerals gilt die Mina da Quarta Seira in der Gemeinde Sortelha im Kreis Sabugal (Distrikt Guarda) in Portugal, nach der Sabugalit benannt ist.
Es befinden sich drei Typminerale am Natural History Museum in London, an der Harvard University in Cambridge, Massachusetts sowie am National Museum of Natural History, Washington, D.C.

## Klassifikation
Bereits in der veralteten 8. Auflage der Mineralsystematik nach Strunz gehörte der Sabugalit zur Mineralklasse der „Phosphate, Arsenate und Vanadate“ und dort zur Abteilung „Wasserhaltige Phosphate, Arsenate und Vanadate mit fremden Anionen“, wo er zusammen mit Autunit, Bassetit, Fritzscheit, Heinrichit, Kahlerit, Kirchheimerit, Natrouranospinit (Natrium-Uranospinit), Nováčekit, Saléeit, Torbernit (Uranit), Uramphit, Uranocircit, Uranospathit, Uranospinit und Zeunerit die „Uranit-Reihe“ mit der System-Nr. VII/D.20a innerhalb der „Uranit-Gruppe (Uranglimmer)“ (VII/D.20) bildete.
Im zuletzt 2018 überarbeiteten und aktualisierten Lapis-Mineralienverzeichnis nach Stefan Weiß, das sich aus Rücksicht auf private Sammler und institutionelle Sammlungen noch nach dieser alten Form der Systematik von Karl Hugo Strunz richtet, erhielt das Mineral die System- und Mineral-Nr. VII/E.01-20. In der „Lapis-Systematik“ entspricht dies der Abteilung „Uranyl-Phosphate/Arsenate und Uranyl-Vanadate mit [UO2]2+-[PO4]/[AsO4]3− und [UO2]2+-[V2O8]6−, mit isotypen Vanadaten (Sincosit-R.)“, wo Sabugalit zusammen mit Autunit, Fritzscheit, Heinrichit, Kahlerit, Natroautunit (Natrium-Autunit), Nováčekit, Rauchit, Saléeit, Torbernit, Trögerit, Uranocircit, Uranospinit und Zeunerit die „Autunit-Gruppe“ bildet.
Die seit 2001 gültige und von der International Mineralogical Association (IMA) zuletzt im Jahr 2009 aktualisierte 9. Auflage der Strunz’schen Mineralsystematik ordnet den Sabugalit in die Abteilung der „Uranylphosphate und Arsenate“ ein. Diese ist weiter unterteilt nach dem Stoffmengenverhältnis vom Uranylkomplex zum Phosphat-, Arsenat- bzw. Vanadatkomplex, so dass das Mineral entsprechend seiner Zusammensetzung in der Unterabteilung „UO2 : RO4 = 1 : 1“ zu finden ist, wo es als einziges Mitglied die unbenannte Gruppe 8.EB.55 bildet.
Auch die vorwiegend im englischen Sprachraum gebräuchliche Systematik der Minerale nach Dana ordnet den Sabugalit in die Klasse der „Phosphate, Arsenate und Vanadate“ und dort in die Abteilung der „Wasserhaltige Phosphate etc.“ ein. Hier ist er als einziges Mitglied in der unbenannten Gruppe 40.02a.24 innerhalb der Unterabteilung „Wasserhaltige Phosphate etc., mit A2+(B2+)2(XO4) × x(H2O), mit (UO2)2+“ zu finden.

## Kristallstruktur

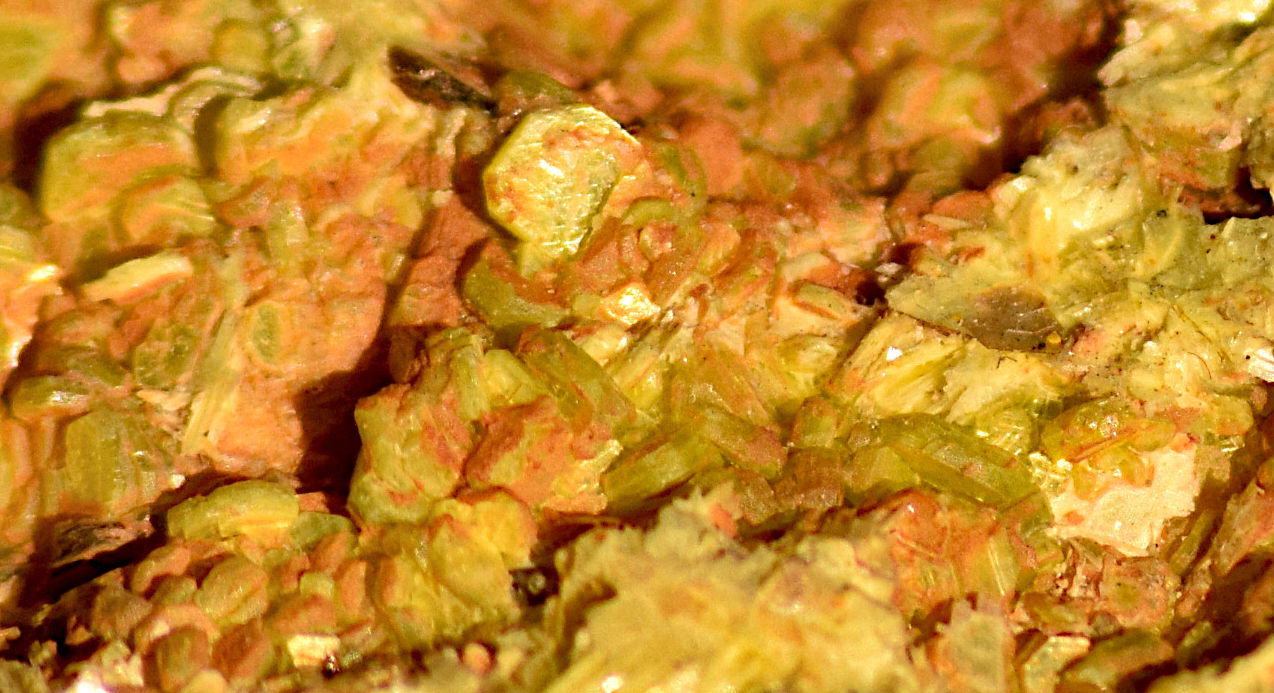
Einkristalle von Sabugalit aus der Margnac Mine, Frankreich (Bildbreite ca. 10 mm)

Sabugalit kristallisiert im monoklinen Kristallsystem in der Raumgruppe C2/m (Raumgruppen-Nr. 12) mit den Gitterparametern a = 19,43 Å; b = 9,84 Å; c = 9,85 Å und β = 96,2° sowie 4 Formeleinheiten pro Elementarzelle.

## Eigenschaften
Sabugalit fluoresziert unter UV-Strahlung. Beim Erhitzen gibt das Mineral in drei Stufen das Kristallwasser ab, oberhalb von 220 °C ist kein Wasser mehr im Sabugalit enthalten. Künstlich lässt es sich aus wässrigen Lösungen, die eine Uranyl- und Aluminiumverbindung, sowie Phosphorsäure enthalten, gewinnen. Es kristallisiert hieraus nach einigen Wochen aus.
Auf Grund eines Urangehalts von bis zu 53,6 % ist Sabugalit als sehr stark radioaktiv eingestuft und weist eine spezifische Aktivität von rund 96 kBq/g auf (zum Vergleich: natürliches Kalium 0,0312 kBq/g).

## Bildung und Fundorte

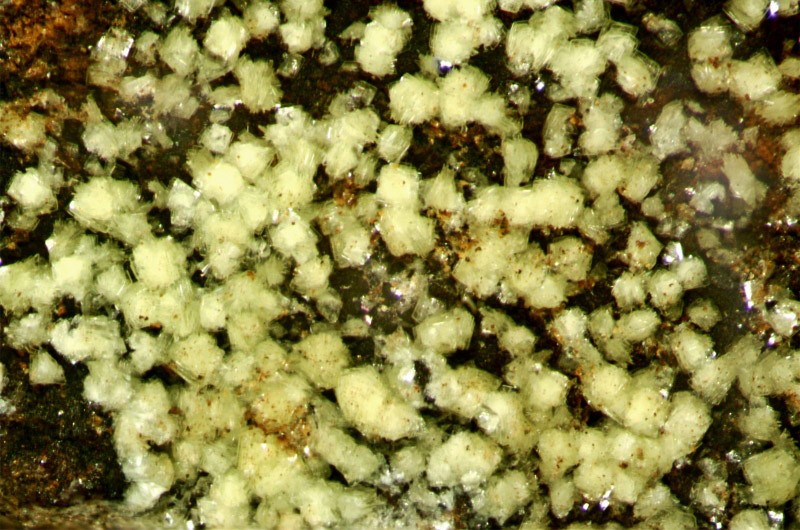
Hellgelber Sabugalit aus der El Lobo-Mine, Don Benito, Badajoz, Extremadura, Spanien

Sabugalit bildet sich als Sekundärmineral in der oxidierten Zone von Uranadern. Das Typmineral aus Sabugal kristallisiert dabei auf einer Matrix aus Quarz und Feldspat. Andere Mineralproben dieser Region bilden Krusten auf gealtertem Granit und anderem pegmatitischen Gestein. Weitere Matrices sind kaolinisierter Feldspat und Limonit. Es ist mit Meta-Autunit, Saléeit und Phosphuranylit vergesellschaftet.
Als seltene Mineralbildung konnte Sabugalit nur an wenigen Orten nachgewiesen werden. Weltweit sind bisher rund 90 Fundstätten für Sabugalit dokumentiert (Stand 2021). Neben seiner Typlokalität, der Mina da Quarta Seira sowie der nahe gelegenen Bica Mine bei Sortelha, fand sich das Mineral in Portugal noch in einigen weiteren Minen in den Distrikten Guarda, Coimbra, Portalegre, Porto und Viseu.
Weitere Fundorte liegen unter anderem in den Départements Haute-Vienne, Deux-Sèvres und weiteren Orten in Frankreich, in Weißenstadt und Mähring in Deutschland, in Capoterra auf Sardinien (Italien), in Don Benito in Spanien, in Galiléia in Brasilien sowie den US-Bundesstaaten Arizona, Colorado, Nebraska, Nevada, New Mexico und Utah.

## Vorsichtsmaßnahmen
Aufgrund der Toxizität und der starken Radioaktivität des Minerals sollten Mineralproben vom Sabugalit nur in staub- und strahlungsdichten Behältern, vor allem aber niemals in Wohn-, Schlaf- und Arbeitsräumen aufbewahrt werden. Ebenso sollte eine Aufnahme in den Körper (Inkorporation, Ingestion) auf jeden Fall verhindert und zur Sicherheit direkter Körperkontakt vermieden sowie beim Umgang mit dem Mineral Atemschutzmaske und Handschuhe getragen werden.